# Grand Prix Švýcarska 1950
Grand Prix Švýcarska 1950 (X. Großer Preis der Schweiz) byla čtvrtým závodem nově vzniklého šampionátu Formule 1 a zároveň osmým závodem vozů F1. Závod se uskutečnil 4. června na okruhu Bremgarten dva týdny po Grand Prix Monaka a pár dní po 500 mil Indianapolis, která se obešla bez účasti evropských jezdců i týmů. Pokud nepočítáme vozy Maserati a Alfa Romeo, které byly speciálně upravené pro americké závody.
Jako doprovodný závod se zde jela Grand Prix Bernu (VIII. Prix de Berne) vypsaná pro vozy formule 2 s motory o objemu 500 cc s přeplňováním nebo 2000 cc bez kompresoru. Na startu se objevili i matadoři předválečné formule Hans Stuck a Hermann Lang. Celému závodu vévodil Raymond Sommer na voze Ferrari 166 i přesto, že se mu nepovedl start, dokázal zajet nejrychlejší kolo a s více než minutovým náskokem zvítězil před druhým Maurice Trintignantem.
V Grand Prix Švýcarska se očekával především souboj týmů Alfa Romeo a Ferrari, ale byla to převážně milánská automobilka, která udávala tón jak během kvalifikace tak i během závodu. V kvalifikaci byl nejrychlejší Argentinec Fangio, kterého do první řady doprovodili Farina a Fagioli taktéž na vozech Alfa Romeo. Celá druhá řada patřila konkurenčnímu týmu Ferrari.
Oficiální plakát

## Průběh závodu

### Účastníci
Největší favorit závodu Alfa Romeo, přivezl na švýcarský okruh osvědčený vůz Alfa Romeo 158. Za jeho volantem bylo silné trio F - Fangio, Farina, Fagioli. Scuderia Ferrari odpověděla čtveřicí pilotů neméně slavných jmen: Alberto Ascari, Luigi Villoresi, Raymond Sommer a Peter Whitehead, kteří měli k dispozici vůz s označením 125, pouze Sommer jel s vozem Ferrari 166/F2. Nejpočetněji byla ve Švýcarsku zastoupena značka Maserati a to o celkovém počtu osmi vozů. Scuderia Achille Varzi, která musela narychlo řešit problém pilotů, jelikož Alfredo Piàn i José Froilán González se při předchozí Grand Prix Monaka zranili, povolala motocyklového šampióna Nella Paganiho. Dalším týmem, který používal vozy Maserati byla Officine Alfieri Maserati s jezdci Louisem Chironem a Franco Rolem. Zatímco tým Enrico Platé vsázel na svou šlechtickou sestavu Princ Bira z Thajska a baron Toulo de Graffenried ze Švýcarska. Felice Bonetto ze Scuderia Milano jako jediný startoval s vozem Maserati 4CLT/50, zatímco ostatní vsadili na spolehlivý Maserati 4CLT/48. Po úspěšné premiéře na domácí Grand Prix Velké Británie s Alfou Romeo, se Reg Parnell představil na trati v Bremgarten s vozem Maserati týmu Scuderia Ambrosiana. A posledním kdo sedlal Maserati byl domácí pilot Antonio Branca s typem 4CL. Seznam italských značek uzavírá poměrně neznámá značka SVA (Societa Valdostana Automobili) v jejíž útrobách se schovává agregát od automobilky Fiat a jejímž pilotem byl Švýcar Rudi Fischer. Jediným neitalským týmem byl Talbot, který přivezl také hojné zastoupení. Tři vozy přivezl tovární tým a s ním přijeli jezdci Yves Giraud-Cabantous, Eugène Martin a Louis Rosier. Další tři vozy byly v soukromých rukou Belgičana Johnny Claese, Francouze Philippe Étancelina a Američana Harry Schella., který při předchozí Grand Prix představil neobvyklý koncept vozu s motorem vzadu Cooper T 12

### Závod
V kvalifikaci se nejlépe dařilo vozům Alfa Romeo a podle očekávání obsadily celou první řadu v pořadí Juan Manuel Fangio, Giuseppe Farina a Luigi Fagioli. Ale pouze první dva jmenovaní dokázali zajet časy pod 2:43, Fagioli ztratil již tři minuty. Zatímco vozy Ferrari ve složení Luigi Villoresi a Alberto Ascari na milánskou značku nestačily a zajistily si druhou řadu na startovním roštu, který měl schéma 3-2-3. Zatímco Ferrari na nejpomalejší Alfu ztrácelo necelou minutu, rozdíl dalších konkurentů byl téměř propastný. Třetí Ferrari Raymonda Sommera dojelo na třináctém místě (á 12 minut) a Peter Whitehead se zeleným Ferrari měl problémy s technikou a nedokázal zajet kvalifikační čas, stejně jako Franco Rol, Reg Parnell a Rudi Fischer.
Ještě před startem Grand Prix Švýcarska, odstoupil pro zranění Franco Rol, který si v kvalifikaci vyjel 17. místo. Hned po startu se z druhé řady vklínil mezi Alfy Romeo, Alberto Ascari na Ferrari a tak v prvním kole bylo pořadí Fangio, Farina, Ascari, Fagioli a Villoresi. Alberto Ascari však tempu svých největších soupeřů a ve třetím kole mu vypověděla službu olejová pumpa a Ital musel ze závodu odstoupit. Ještě předtím havaroval Yves Giraud-Cabantous. Čest Ferrari byla v rukou Villoresiho, který dokonce úspěšně zaútočil na třetí Alfu opatrně jedoucího Fagioliho. Zdálo se, že Villoresi zaútočí i na vedoucí duo, ale na konci osmého kola jeho vůz začal ztrácet na výkonu a zpomaloval až v devátém kole zastavil s poškozeným motorem.
Fangio využil postavení na pole positions a ujal se vedení, s Farinou za zády. Fagioli na třetí Alfě je výrazněji pomalejší a na třetí místo se posunul jen díky odstoupení nejprve Ascariho a později Villoresiho. Na čtvrtou příčku se postupně propracoval Princ Bira se svým Maserati, v průběhu závodu se několikrát propadl startovním polem, ale diky houževnatosti a také částečně odstoupením několika soupeřů se na čtvrtou pozici vrátil a udržel jí až do cíle. Zatímco Bira musí do boxů pro benzín na jeho místo se prodral Philippe Étancelin na voze Talbot-Lago. Během pár kol se strhl nelítostný boj o čtvrtou příčku mezi Étancelinem a dalším pilotem Talbotu Eugène Martinem, který v 19. kole svou snahu přehnal a po pár kotrmelcích skončil mimo trať. Také Étancelin musel ze závodu odstoupit pro poruchu na převodovce a na jeho pozici ho nahradil Louis Rosier. Mezitím se Fangio a Farina pravidelně střídají na čele závodu než se ve 33. kole odporoučela elektrická instalace ve voze Fangia.
Giuseppe Farina si vedení udržel až do cíle a zvítězil před Luigim Fagiolim na další Alfě, na pódium je doprovodil třetí Louis Rosier s Talbotem. Pohromu pro Ferrari dovršil Raymond Sommer, který odstoupil pro poruchu motoru.

## Výsledky

### Závod
- 4. červen 1950
- Okruh Bremgarten
- 42 kol × 7,28 km / 305,76 km
- 4. Grand Prix
- 2. vítězství pro « Giuseppe Farinu » (nový rekord)
- 3. vítězství pro « Alfu Romeo » (nový rekord)
- 2. vítězství pro « Itálii » (nový rekord)
- 1. vítězství pro vůz se startovním číslem 16 » (vyrovnaný rekord)
- 1. vítězství z 2. místa na startu »

| Legenda k tabulce | Legenda k tabulce                                                                       |
| Barva             | Výsledek                                                                                |
| ----------------- | --------------------------------------------------------------------------------------- |
| Zlatá             | Vítěz                                                                                   |
| Stříbrná          | 2. místo                                                                                |
| Bronzová          | 3. místo                                                                                |
| Zelená            | Bodované umístění                                                                       |
| Modrá             | Nebodované umístění                                                                     |
| Modrá             | Dokončil neklasifikován (NC)                                                            |
| Fialová           | Odstoupil (Ret)                                                                         |
| Červená           | Nekvalifikoval se (DNQ)                                                                 |
| Červená           | Nepředkvalifikoval se (DNPQ)                                                            |
| Černá             | Diskvalifikován (DSQ)                                                                   |
| Bílá              | Nestartoval (DNS)                                                                       |
| Bílá              | Závod zrušen (C)                                                                        |
| Světle modrá      | Pouze trénoval (PO)                                                                     |
| Světle modrá      | Páteční testovací jezdec (TD)                                                           |
| Bez barvy         | Netrénoval (DNP)                                                                        |
| Bez barvy         | Vyřazen (EX)                                                                            |
| Bez barvy         | Nepřijel (DNA)                                                                          |
| Bez barvy         | Odvolal účast (WD)                                                                      |
| Bez barvy         | Nezúčastnil se (prázdné)                                                                |
| Označení          | Význam                                                                                  |
| Tučnost           | Pole position                                                                           |
| Kurzíva           | Nejrychlejší kolo                                                                       |
| †                 | Jezdec nedojel do cíle, ale byl klasifikován, protože odjel více než 90 % délky závodu. |
| ‡                 | Byl udělován poloviční počet bodů, protože bylo odjeto méně než 75 % délky závodu.      |
| Horní index       | Umístění bodujících jezdců ve sprintu                                                   |

| Pozice | Č   | Jezdec                | Vůz              | Kolo | Čas           | +/- | Pole | Body | Nej. kolo |
| ------ | --- | --------------------- | ---------------- | ---- | ------------- | --- | ---- | ---- | --------- |
| 1      | 16  | Giuseppe Farina       | Alfa Romeo 158   | 42   | 2h02'53"7     | 1   | 2    | 8+1  | 2:41.6    |
| 2      | 12  | Luigi Fagioli         | Alfa Romeo 158   | 42   | à 0'00"4      | 1   | 3    | 6    |           |
| 3      | 101 | Louis Rosier          | Talbot T26C-DA   | 41   | à 1 kolo      | 7   | 10   | 4    |           |
| 4      | 30  | Princ Bira            | Maserati 4CLT/48 | 40   | à 2 kola      | 4   | 8    | 3    |           |
| 5      | 34  | Felice Bonetto        | Maserati 4CLT/50 | 40   | à 2 kola      | 7   | 12   | 2    |           |
| 6      | 32  | Toulo de Graffenried  | Maserati 4CLT/48 | 40   | à 2 kola      | 5   | 11   |      |           |
| 7      | 2   | Nello Pagani          | Maserati 4CLT/48 | 39   | à 3 kola      | 8   | 15   |      |           |
| 8      | 44  | Harry Schell          | Talbot T26C      | 39   | à 3 kola      | 10  | 18   |      |           |
| 9      | 26  | Louis Chiron          | Maserati 4CLT/48 | 39   | à 3 kola      | 7   | 16   |      |           |
| 10     | 4   | Johnny Claes          | Talbot T26C      | 38   | à 4 kola      | 4   | 14   |      |           |
| 11     | 40  | Antonio Branca        | Maserati 4CL     | 35   | à 7 kol       | 6   | 17   |      |           |
| Pozice | Č   | Odstoupili            | Vůz              | Kolo | Příčina       | +/- | Pole | Body | Nej. kolo |
| Ret    | 14  | Juan Manuel Fangio    | Alfa Romeo 158   | 32   | Motor         | 2   | 1    |      |           |
| Ret    | 42  | Philippe Étancelin    | Talbot T26C      | 25   | Převodovka    | 5   | 6    |      |           |
| Ret    | 20  | Raymond Sommer        | Ferrari 166/F2   | 19   | Zavěšení kol  | 9   | 13   |      |           |
| Ret    | 8   | Eugène Martin         | Talbot T26C-DA   | 19   | Havárie       | 6   | 9    |      |           |
| Ret    | 22  | Luigi Villoresi       | Ferrari 125      | 9    | Motor         | 4   | 4    |      |           |
| Ret    | 18  | Alberto Ascari        | Ferrari 125      | 3    | Olejová pumpa | 17  | 3    |      |           |
| Ret    | 6   | Yves Giraud-Cabantous | Talbot T26C-DA   | 1    | Havárie       | 7   | 7    |      |           |
| Pozice | Č   | Nestartovali          | Vůz              | Kolo | Příčina       | +/- | Pole | Body | Nej. kolo |
| Inj    | 28  | Franco Rol            | Maserati 4CLT/48 |      | Zranění       |     | 17   |      |           |
| TZ     | 24  | Peter Whitehead       | Ferrari 125      |      |               |     |      |      |           |
| DNS    | 36  | Reg Parnell           | Maserati 4CLT/48 |      |               |     |      |      |           |
| DNS    | 38  | Rudi Fischer          | SVA              |      |               |     |      |      |           |
| Inj    | 2   | José Froilán González | Maserati 4CLT/48 |      | Zranění       |     |      |      |           |

### Stupně vítězů
| Jezdci - 2. podium pro « Giuseppe Farinu » (nový rekord) - 2. podium pro « Luigi Fagioliho » (nový rekord) - 1. podium pro Louise Rosiera » | Vozy - 6. podium pro « Alfu Romeo » (nový rekord) - 1. podium pro Talbot » | Státy - 5. podium pro « Itálii » (nový rekord) - 1. podium pro Francii » |

### Bodové umístění
V závorce body získane v této GP:
| Jezdci - 18 (9) bodů pro « Giuseppe Farinu » (nový rekord) - 12 (6) bodů pro « Luigi Fagioliho » - 6 (4) bodů pro « Louise Rosiera » - 5 (3) bodů pro « Prince Biru » - 2 (2) body pro Felice Bonetta » | Vozy - 43 (15) bodů pro « Alfu Romeo » (nový rekord) - 11 (5) bodů pro « Maserati » - 9 (4) bodů pro « Talbot » | Státy - 38 (17) bodů pro « Itálii » (nový rekord) - 12 (4) bodů pro « Francie » - 5 (3) bodů pro « Thajsko » |

### Nejrychlejší kolo
- Giuseppe Farina 2'41"6 Alfa Romeo
- 2. nejrychlejší kolo pro « Giuseppe Farina » (« nový rekord »)
- 3. nejrychlejší kolo pro « Alfu Romeo » (« nový rekord »)
- 2. nejrychlejší kolo pro « Itálii » (« nový rekord »)
- 1. nejrychlejší kolo pro vůz se startovním číslem  16 » (« vyrovnaný rekord »)

### Vedení v závodě
- « Juan Manuel Fangio » byl ve vedeni 109 kol
- « Giuseppe Farina » byl ve vedeni 96 kol
- « Luigi Fagioli » byl ve vedeni 7 kol
- « Alfa Romeo » byla ve vedení 212 kol (« nový rekord »)
- « Argentina » byla ve vedení 109 kol.
- « Itálie » byla ve vedení 103 kol.

| Kola         | km        | Jezdec             | %      |
| ------------ | --------- | ------------------ | ------ |
| 1.–6. kolo   | 43,68 km  | Juan Manuel Fangio | 14,3 % |
| 7.–20. kolo  | 101,92 km | Giuseppe Farina    | 33,3 % |
| 21.–22. kolo | 14,56 km  | Juan Manuel Fangio | 4,8 %  |
| 23. kolo     | 7,28 km   | Luigi Fagioli      | 2,4 %  |
| 24.–42. kolo | 138,32 km | Giuseppe Farina    | 45,2 % |

| Fangio | Farina |  |  | Farina |
| ------ | ------ |  |  | ------ |

### Postavení na startu
- Juan Manuel Fangio 2'42.1 Alfa Romeo
- 2. Pole position pro « Juana Manuela Fangia » (« nový rekord »)
- 3. Pole position pro « Alfu Romeo » (« nový rekord »)
- 2. Pole position pro « Argentinu » (« nový rekord »)
- 1. Pole position pro vůz se startovním číslem 14 » (« vyrovnaný rekord »)
- 3x první řadu získali « Giuseppe Farina » a « Juan Manuel Fangio » (« nový rekord »)
- 2x první řadu získali « Luigi Fagioli »
- 9x první řadu získala « Alfa Romeo » (« nový rekord »)
- 5x první řadu získala « Itálie » (« nový rekord »)
- 4x první řadu získala « Argentina »

| _______3_______ Luigi Fagioli Alfa Romeo 2'45.2 |                                               | _______2_______ Giuseppe Farina Alfa Romeo 2'42.8   |                                                | _______1_______ Juan Manuel Fangio Alfa Romeo 2'42.1  |
|                                                 | _______5_______ Alberto Ascari Ferrari 2'46.8 |                                                     | _______4_______ Luigi Villoresi Ferrari 2'46.1 |                                                       |
| _______8_______ Princ Bira Maserati 2'53.2      |                                               | _______7_______ Yves Giraud-Cabantous Talbot 2'52.7 |                                                | _______6_______ Philippe Étancelin Talbot 2'51.1      |
|                                                 | _______10_______ Louis Rosier Talbot 2'54.0   |                                                     | _______9_______ Eugène Martin Talbot 2'53.7    |                                                       |
| _______13_______ Raymond Sommer Ferrari 2'54.6  |                                               | _______12_______ Felice Bonetto Maserati 2'54.6     |                                                | _______11_______ Toulo de Graffenried Maserati 2'54.2 |
|                                                 | _______15_______ Nello Pagani Maserati 3'06.9 |                                                     | _______14_______ Johnny Claes Talbot 2'59.0    |                                                       |
| _______18_______ Harry Schell Talbot 3'11.5     |                                               | _______17_______ Antonio Branca Maserati 3'10.0     |                                                | _______16_______ Louis Chiron Maserati 3'06.9         |

## Startovní listina
| Č. | Pilot                 | Tým                           | Konstruktér | Šasi                    | Motor          | Pneumatiky |
| -- | --------------------- | ----------------------------- | ----------- | ----------------------- | -------------- | ---------- |
| 2  | José Froilán González | Scuderia Achille Varzi        | Maserati    | Maserati 4CLT/48        | Maserati L4s   | Pirelli    |
| 2  | Nello Pagani          | Scuderia Achille Varzi        | Maserati    | Maserati 4CLT/48        | Maserati L4s   | Pirelli    |
| 4  | Johnny Claes          | Ecurie Belge                  | Talbot-Lago | Talbot-Lago T26C        | Talbot L6      | D          |
| 6  | Yves Giraud-Cabantous | Automobiles Talbot-Darracq SA | Talbot-Lago | Talbot-Lago T26C-DA     | Talbot L6      | D          |
| 8  | Eugène Martin         | Automobiles Talbot-Darracq SA | Talbot-Lago | Talbot-Lago T26C-DA     | Talbot L6      | D          |
| 10 | Louis Rosier          | Automobiles Talbot-Darracq SA | Talbot-Lago | Talbot-Lago T26C-DA     | Talbot L6      | D          |
| 12 | Luigi Fagioli         | SA Alfa Romeo                 | Alfa Romeo  | Alfa Romeo 158          | Alfa Romeo L8s | Pirelli    |
| 14 | Juan Manuel Fangio    | SA Alfa Romeo                 | Alfa Romeo  | Alfa Romeo 158          | Alfa Romeo L8s | Pirelli    |
| 16 | Giuseppe Farina       | SA Alfa Romeo                 | Alfa Romeo  | Alfa Romeo 158          | Alfa Romeo L8s | Pirelli    |
| 18 | Alberto Ascari        | Scuderia Ferrari              | Ferrari     | Ferrari 125             | Ferrari V12s   | Pirelli    |
| 20 | Raymond Sommer        | Scuderia Ferrari              | Ferrari     | Ferrari 166/F2          | Ferrari V12s   | Pirelli    |
| 22 | Luigi Villoresi       | Scuderia Ferrari              | Ferrari     | Ferrari 125             | Ferrari V12s   | Pirelli    |
| 24 | Peter Whitehead       | Scuderia Ferrari              | Ferrari     | Ferrari 125             | Ferrari V12s   | Pirelli    |
| 26 | Louis Chiron          | Officine Alfieri Maserati     | Maserati    | Maserati 4CLT/48        | Maserati L4s   | Pirelli    |
| 28 | Franco Rol            | Officine Alfieri Maserati     | Maserati    | Maserati 4CLT/48        | Maserati L4s   | Pirelli    |
| 30 | Prince Bira           | Enrico Platé                  | Maserati    | Maserati 4CLT/48        | Maserati L4s   | Pirelli    |
| 32 | Toulo de Graffenried  | Enrico Platé                  | Maserati    | Maserati 4CLT/48        | Maserati L4s   | Pirelli    |
| 34 | Felice Bonetto        | Scuderia Milano               | Maserati    | Maserati Milano 4CLT/50 | Maserati L4s   | Pirelli    |
| 36 | Reg Parnell           | Scuderia Ambrosiana           | Maserati    | Maserati 4CLT/48        | Maserati L4s   | D          |
| 38 | Rudi Fischer          | Ecurie Espadon                | SVA         | SVA                     | Fiat L4s       | Pirelli    |
| 40 | Antonio Branca        | Privato                       | Maserati    | Maserati 4CL            | Maserati L4s   | Pirelli    |
| 42 | Philippe Étancelin    | Privato                       | Talbot-Lago | Talbot-Lago T26C        | Talbot L6      | D          |
| 44 | Harry Schell          | Ecurie Bleue                  | Talbot-Lago | Talbot-Lago T26C        | Talbot L6      | D          |

### Zajímavosti
- V závodě debutovali Felice Bonetto, Nello Pagani a Antonio Branca.
- Poprvé představen vůz Ferrari 166 F2-50

| Pole position      | Vítězství       | Nej. kolo       | Hat trick | Vedení          | Vedení             | Vedení         | Chelem |
|                    |                 |                 |           | Itálie          | Argentina          | Itálie         |        |
| Juan Manuel Fangio | Giuseppe Farina | Giuseppe Farina |           | Giuseppe Farina | Juan Manuel Fangio | Luigi Fagioli  |        |
| Alfa Romeo 158     | Alfa Romeo 158  | Alfa Romeo 158  |           | Alfa Romeo 158  | Alfa Romeo 158     | Alfa Romeo 158 |        |
| 2'42.1             | 2:02'53.7       | 2'41.6          |           | 33 kol          | 8 kol              | 1 kolo         |        |
| 161,678 km/h       | 149,279 km/h    | 162,178 km/h    |           | 240,24 km       | 58,24 km           | 7,28 km        |        |
| ------------------ | --------------- | --------------- | --------- | --------------- | ------------------ | -------------- | ------ |

### Stav MS
- GP - body získané v této Grand Prix

| *  | Jezdec                | Body | GP | * | Vůz          | Body | GP | * | Stát           | Body | GP |
| -- | --------------------- | ---- | -- | - | ------------ | ---- | -- | - | -------------- | ---- | -- |
| 1  | Giuseppe Farina       | 18   | 9  | 1 | Alfa Romeo   | 43   | 15 | 1 | Itálie         | 38   | 17 |
| 2  | Luigi Fagioli         | 12   | 6  | 2 | Kurtis Kraft | 14   |    | 2 | USA            | 24   |    |
| 3  | Juan Manuel Fangio    | 9    |    | 3 | Maserati     | 11   | 5  | 3 | Francie        | 12   | 4  |
| 4  | Johnnie Parsons       | 9    |    | 4 | Deidt        | 10   |    | 4 | Argentina      | 9    |    |
| 5  | Alberto Ascari        | 6    |    | 5 | Ferrari      | 9    |    | 5 | Thajsko        | 5    | 3  |
| 6  | Bill Holland          | 6    |    | 6 | Talbot       | 9    | 4  | 6 | Monako         | 4    |    |
| 7  | Louis Rosier          | 6    | 4  |   |              |      |    | 7 | Velká Británie | 4    |    |
| 8  | Princ Bira            | 5    | 3  |   |              |      |    |   |                |      |    |
| 9  | Reg Parnel            | 4    |    |   |              |      |    |   |                |      |    |
| 10 | Louis Chiron          | 4    |    |   |              |      |    |   |                |      |    |
| 11 | Mauri Rose            | 4    |    |   |              |      |    |   |                |      |    |
| 12 | Yves Giraud-Cabantous | 3    |    |   |              |      |    |   |                |      |    |
| 13 | Raymond Sommer        | 3    |    |   |              |      |    |   |                |      |    |
| 14 | Cecil Green           | 3    |    |   |              |      |    |   |                |      |    |
| 15 | Felice Bonetto        | 2    | 2  |   |              |      |    |   |                |      |    |
| 16 | Joie Chitwood         | 1    |    |   |              |      |    |   |                |      |    |
| 17 | Tony Bettenhausen     | 1    |    |   |              |      |    |   |                |      |    |

| Předchozí GP: 500 mil v Indianapolis 1950   | Mistrovství světa Formule 1 1950 | Následující GP: Grand Prix Belgie 1950        |
| Předchozí ročník: Grand Prix Švýcarska 1949 | Grand Prix Švýcarska             | Následující ročník: Grand Prix Švýcarska 1951 |